# RK Partizan 1949 Tivat
Rukometni klub Partizan 1949 je crnogorski rukometni klub iz Tivta.

## Povijest
Prvi rukometni klub iz Tivta Partizan osnovan je 1949. godine. Natjecao se u raznim ligaškim natjecanjima od 1950-ih do 1990-ih, većinom u Drugoj ligi. Uspostavom SRJ odnosno SCG, Partizan je preimenovan u Tivat. Natjecao se u 2. jugoslavenskoj ligi – Zapad i u crnogorskoj republičkoj ligi. 2005. godine su se Tivat i kotorski klub Kotor spojili u jedan klub. Novi klub, sljednik Tivta ponio je ime Boka. Boka je svoju prvu sezonu igrala u Prvoj crnogorskoj ligi 2006. godine. U 1. ligi natjecao se sezone 2006./07. i 2007./08. godine. U 1. ligi je opet 2013./2014. godine. 2014. godine klub je promijenio ime u Partizan 1949. U 1. ligi također je 2014./15., kad je izborio natjecanje u europskim kupovima.

## Europski nastupi
| Sezona    | Natjecanje    | Krug    | Protivnik   | 1. utakmica | 2. utakmica | Ukupno |
| --------- | ------------- | ------- | ----------- | ----------- | ----------- | ------ |
|           |               |         |             |             |             |        |
| 2016./17. | Challenge Cup | 3. krug | A.S.S. Spes | 27:21       | 22:22       | 49:43  |
| 2016./17. | Challenge Cup | osmina  | Valur       | 21:21       | 24:24       | 55:55  |

## Poznati igrači
- Đorđo Peruničić

## Vanjske poveznice
- RK Partizan 1949 Tivat   Arhivirana inačica izvorne stranice od 26. siječnja 2019. (Wayback Machine)  (crnogorski)
- Rukometni savez Crne Gore  Arhivirana inačica izvorne stranice od 31. srpnja 2017. (Wayback Machine) (crnogorski)
- EHF  Arhivirana inačica izvorne stranice od 26. siječnja 2019. (Wayback Machine) (engleski)